# Amaral Ferrador
Amaral Ferrador là một đô thị thuộc bang Rio Grande do Sul, Brasil. Đô thị này có diện tích 506,46 km², dân số năm 2007 là 6254 người, mật độ 12,35 người/km².